# Famille von Thienen-Adlerflycht
 (octobre 2024).
Si vous disposez d'ouvrages ou d'articles de référence ou si vous connaissez des sites web de qualité traitant du thème abordé ici, merci de compléter l'article en donnant les références utiles à sa vérifiabilité et en les liant à la section « Notes et références ».
La famille von Thienen-Adlerflycht, puis von Thienen-Adlerflycht, est une famille de la noblesse immémoriale de l'ancien duché de Holstein. Elle fait aussi partie des equites originarii du duché qui remontent au moins à 750 ans. Une branche de cette famille subsiste toujours.

## Nom de famille
L'orthographe du nom a évolué au cours des âges, Tyne, Tynen, Tinen, Tienen, Thienen. 

## Histoire

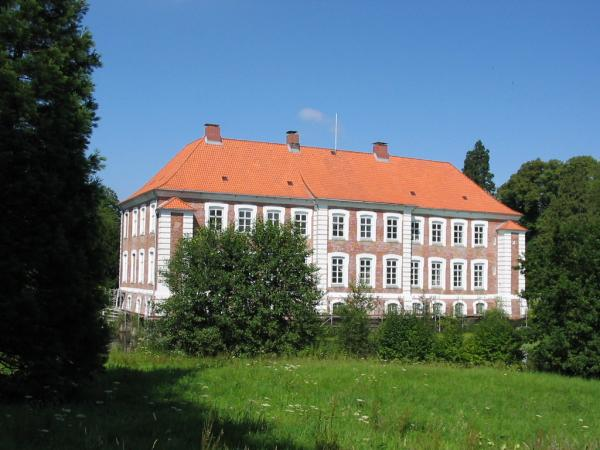
Vue du château de Güldenstein

Charlemagne expulse les ancêtres des Thienen du Holstein autour de l'an 800. Ils font souche au Brabant et prennent en fief Tirlemont (en flamand: Tienen). La famille retourne en Allemagne au XIIIe siècle. Un seigneur de Thienen, Henecke de Thienen né vers 1270, est mentionné en 1314. Un chevalier Johannes dictus de Tyne, né en 1342, est drossart du duché de Schleswig.
Les Thienen sont titrés barons par le roi du Danemark en 1841. Le Hosltein, peuplé d'Allemands, faisait l'objet d'une union personnelle avec la couronne du Danemark, jusqu'à la guerre des Duchés de 1864. Ils ajoutent peu après Adlerflycht à leur nom lorsque la dernière représentante de cette famille, la baronne Louise von Adlerflycht, épouse à la fin du XVIIIe siècle le baron Conrad Christoph von Thienen. Cette famille appartenant à la branche aînée à la particularité d'être demeurée catholique. Wolfgang von Thienen-Adlerflycht (1951-2007) a été vicaire provincial de l'ordre des Capucins. 
Carl von Thienen-Adlerflycht, né en 1835, devient diplomate du royaume du Danemark, puis s'installe à Vienne.
Les Thienen-Adlerflycht vivent depuis en Autriche et en Bavière. Le chef actuel de la maison est le baron Franz von Thienen-Adlerflycht, né en 1957.

## Domaines
Plusieurs domaines ont appartenu à cette famille, comme les terres du manoir de Wahlstorf, dont le Wasserburg est bâti en 1469 par Detlev von Thienen. Il passe par mariage en 1788 à la famille Plessen. Le château de Güldenstein est construit par Heinrich von Thienen (1686-1737) en 1726. On remarque les blasons des familles Thienen et Brockdorff au-dessus de l'entrée d'honneur.
Liste des châteaux et domaines ayant appartenu à cette famille :
- Schleswig-Holstein et Danemark : Ahretost, Bienebek, Borghorst, Bülk, Bundhorst, Cronsburg, Eckhof, Griesgaard, Goddersdorf, Grünholz, Klein Grünholz, Großenbrode, Großnordsee, Güldenstein, Harzhoff, Klausdorf, Kühren, Löhrstorff, Maasleben, Mehlbek, Mirebüll, Nehmten, palais Thienen à Kiel, Petersdorf près de Lensahn, Rathmannsdorf, Rethwisch, Schinkel, Sierhagen, Thienenhof, Tollgaard, Tollschlag, Travenort, Wahlstorf, Warleberg, Wensin, Wippendorf, Wittmoldt, Wulfshagen, Wulfshagenerhütten et Thienenhaus à l'abbaye de Pretz.
- Autriche : Château Neuhaus, près de Salzbourg, château de Katzenberg, en Haute-Autriche
- Russie : Yourkino, Litkino, Kislorka, Krioucha, Marina

Liste des châteaux et domaines appartenant à cette famille:
- République tchèque : Lomnice et Luhačovice

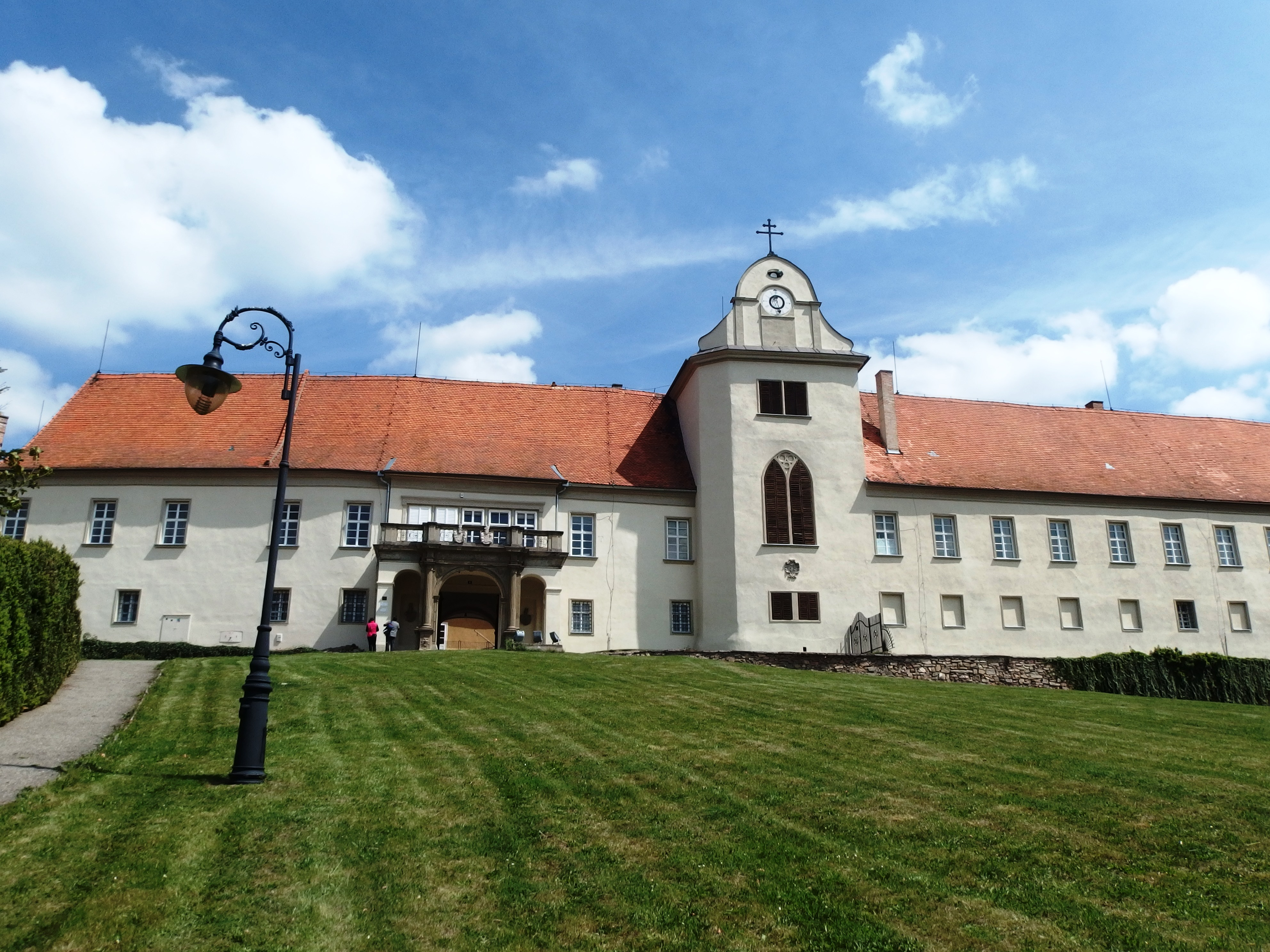
Château Lomnice
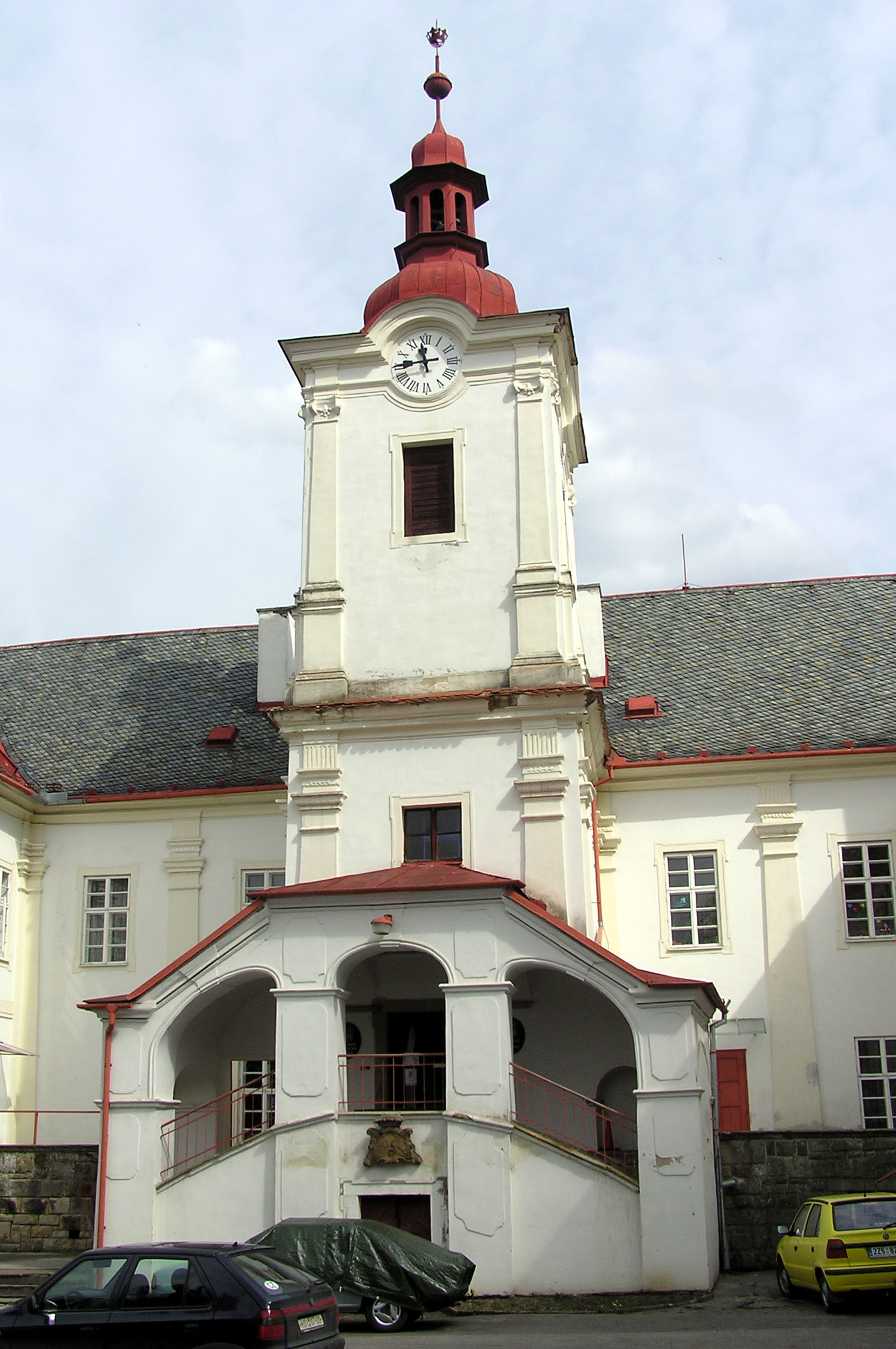
Château Luhačovice